# Gara Aleșd hc.
Halta Aleșd este o stație de cale ferată care deservește Aleșd, județul Bihor, România.